# Katherine Barrell

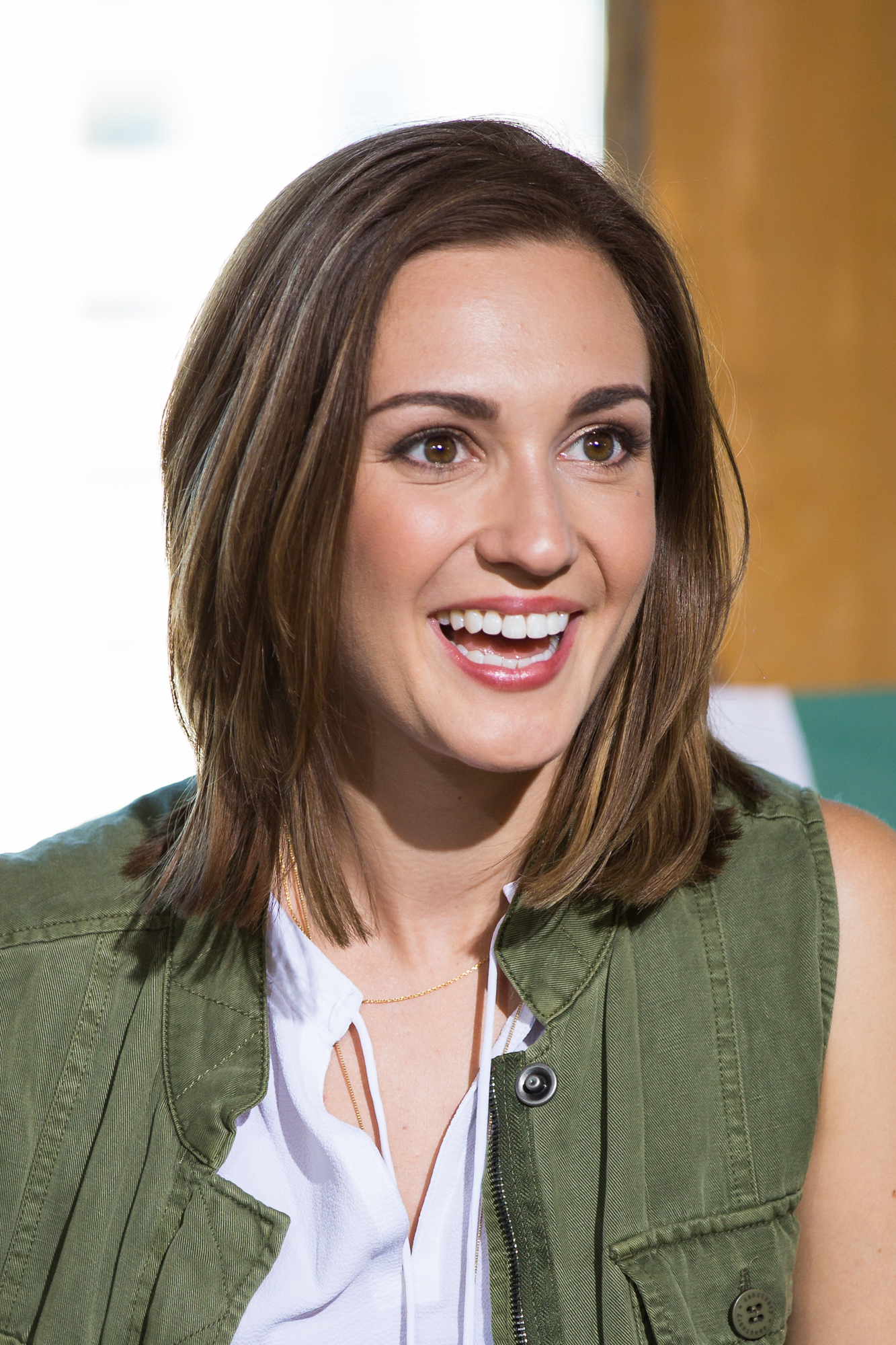
Kat Barrell (2016)

Katherine Barrell (* 12. Februar 1990 in Toronto), auch als Kat Barrell bekannt, ist eine kanadische Schauspielerin, Produzentin, Autorin und Regisseurin. Bekannt ist sie für ihre Rolle der Nicole Haught in der Syfy-Serie Wynonna Earp.

## Leben
Sie besuchte eine katholische Schule in Burlington, wo sie zwei Hauptrollen im Schultheater spielte. Später studierte sie Schauspiel in Toronto und Los Angeles.

## Auszeichnungen
2019 wurde sie für den Canadian Screen Award (Publikumspreis) nominiert, den sie 2020 gewann.

## Filmografie (Auswahl)
Filme
- 2011: Poe (Fernsehfilm)
- 2011: Queen of Clubs (Kurzfilm, auch Drehbuch)
- 2012: Roomies (Kurzfilm, Produktion)
- 2013: Lost and Found (Kurzfilm)
- 2013: The Ties Between Us (Kurzfilm)
- 2013: Issues (Kurzfilm, auch Produktion)
- 2014: The Scarehouse Gill
- 2015: Canadian Star (Dokumentation)
- 2015: Mature Young Adults (Kurzfilm, Produktion und Regie, nach dem Tod von Kent Nolan)[3]
- 2015: My Ex-Ex
- 2015: Definition of Fear
- 2016: A Nutcracker Christmas (Fernsehfilm)
- 2016: Dissecting Gwen (Kurzfilm, Regie und Produktion)
- 2016: Cannonball (Kurzfilm, Regie, Drehbuch und Produktion)
- 2017: Terror Night – Ein mörderisches Spiel (Girls’ Night Out) (Fernsehfilm)
- 2017: Breakdown (Kurzfilm, Regie)
- 2018: Lake Placid: Legacy (Fernsehfilm)
- 2021: A Godwink Christmas: Miracle of Love
- 2022: Cabin Connection (Fernsehfilm)
- 2022: A Tale of Two Christmases (Fernsehfilm)
- 2023: Making Scents of Love (Fernsehfilm)
- 2023: Everything Christmas (Fernsehfilm)
- 2024: Shifting Gears (Fernsehfilm)
- 2024: Wynonna Earp – Vengeance

Fernsehserien
- 2012: Lost Girl (Folge „Table for Fae“)
- 2012; 2014: Murdoch Mysteries – Auf den Spuren mysteriöser Mordfälle (Murdoch Mysteries, 2 Folgen)
- 2012: Off2Kali Comedy (Folge „Indian Guy + White Name = PROBLEM!“)
- 2014: Reign (Folge „Long Live the King“)
- 2014: The Listener – Hellhörig (The Listener, Folge „Dancing with the Enemy“)
- 2015: Saving Hope (Folge „Can’t You Hear Me Knocking?“)
- 2016–2021: Wynonna Earp (45 Folgen)
- 2017–2021: Workin’ Moms (27 Folgen)
- 2017: Star Trek: Discovery (Folge „Magic to Make the Sanest Man Go Mad“)
- 2018: Private Eyes (Folge „Brew the Right Thing“)
- 2020–2021: Good Witch (20 Folgen)